# Leo Swane
Leo Swane, född 14 februari 1887 i Frederiksberg, död 20 januari 1968 i Hillerød, var en dansk konsthistoriker. Han var bror till målaren och författaren Sigurd Swane. 
Swane avlade studentexamen 1905 på Metropolitanskolen, studerade i utlandet, men tog aldrig ämbetsexamen. Han blev assistent vid Den Kongelige Kobberstiksamling 1912 och inspektör 1919. År 1931 efterträdde han Gustav Falck som direktör för Statens Museum for Kunst, vilket han var till 1952. Därefter blev han Ordrupgaards förste direktör och gick i pension 1957.
Swane utgav bland annat: Dankvart Dreyer (1921), Abildgaard, Arkitektur og Dekoration (1927), Kunstbladet (1927), Kobberstikkeren J.F. Clemens (1929), Fransk Malerkunst fra David til Courbet (1930). Han var redaktör för "Kunstbladet" 1923–24 och skrev dessutom talrika artiklar och uppsatser, särskilt om nyare dansk och fransk konst.